# ザリナ・アルティエンバエヴァ
ザリナ・アルティエンバエヴァ（ZARINA ALTYNBAYEVA  ）は、カザフスタンの歌手。ロンドン大学ゴールドスミス校音楽学部大学院修士課程修了。
第16回東京音楽コンクール 本選･声楽部門第１位（ソプラノ）及び聴衆賞（ソプラノ）受賞。。